# Fraseria
Fraseria is een geslacht van zangvogels uit de familie vliegenvangers (Muscicapidae).

## Soorten
Het geslacht kent de volgende soorten:
- Fraseria cinerascens – Witbrauwbosvliegenvanger
- Fraseria ocreata – Stricklands bosvliegenvanger
- Fraseria griseigularis – Grijskeelvliegenvanger
- Fraseria plumbea – Meesvliegenvanger
- Fraseria olivascens – Olijfgroene vliegenvanger
- Fraseria lendu – Chapins vliegenvanger
- Fraseria caerulescens – Blauwgrijze vliegenvanger
- Fraseria tessmanni – Tessmanns vliegenvanger